# Natalia (filme)
Natalia é um filme de drama francês de 1988 dirigido por Bernard Cohn. Foi exibido na seção Un Certain Regard no Festival de Cannes de 1988.

## Elenco
- Pierre Arditi – Paul Langlade
- Philippine Leroy-Beaulieu – Natalia Gronska
- Gérard Blain – Claude Roitman
- Michel Voïta – Tomasz
- Dominique Blanc – Jacqueline Leroux
- Vernon Dobtcheff – Alfred Grabner
- Wladimir Yordanoff – Verdier
- Jacques Boudet – André Brachaire
- Gérard Boucaron – Jamain
- Elisabeth Kaza – La mère de Natalia (Elizabeth Caza)
- Maria Machado – Inge Schwarzwald
- Fred Personne – André Valois
- Lionel Rocheman – Le père de Natalia
- Ludmila Mikaël – Catherine Valence